# Irena Pikiel-Samorewiczowa
Irena Pikiel-Samorewiczowa (ur. 21 grudnia 1900 w Petersburgu, zm. 15 marca 1991 w Skolimowie) – artysta plastyk, reżyser, dyrektor teatrów Baj Pomorski w Toruniu oraz Pleciuga w Szczecinie.
W czasie II wojny światowej zaangażowała się do Teatru Młodego Widza „Bajka” w Wilnie jako kierownik plastyczny. W kwietniu 1945 roku przyjechała do Bydgoszczy, gdzie utworzyła Teatr Lalek Baj Pomorski. W 1946 roku doprowadziła do przeniesienia teatru do Torunia na scenę przy ul. Piernikarskiej 9. W 1947 roku została tymczasowo przeniesiona do warszawskiego Teatru Baj, następnie pracowała w poznańskim Teatrze Młodego Widza. W latach 1961–1964 sprawowała funkcję dyrektora Teatru Lalek „Pleciuga” w Szczecinie.